# Frank van Bakel
Frank van Bakel (ur. 4 grudnia 1958 w Deurne) – holenderski kolarz przełajowy i górski, brązowy medalista przełajowych mistrzostw świata.

## Kariera
Największy sukces w karierze Frank van Bakel osiągnął w 1984 roku, kiedy zdobył brązowy medal w kategorii amatorów podczas przełajowych mistrzostw świata w Oss. W zawodach tych wyprzedzili go jedynie dwaj reprezentanci Czechosłowacji: Radomír Šimůnek oraz Miloslav Kvasnička. Wśród amatorów był też między innymi czwarty na mistrzostwach świata w Getxo w 1990 roku, przegrywając walkę o medal z Thomasem Frischknechtem ze Szwajcarii. W 1990 roku zdobył brązowy medal przełajowych mistrzostw Holandii, a rok później był najlepszy na krajowych mistrzostwach w kolarstwie górskim. Nigdy nie wystąpił na igrzyskach olimpijskich. W 1996 roku zakończył karierę.